# Пиментель, Эрик
Эрик Аван Пиментель Бенавидес (исп. Erik Alan Pimentel Benavides; род. 15 мая 1990, Коакалько-де-Берриосабаль, Мехико, Мексика) — мексиканский футболист, защитник клуба «Рио-Гранде Валли Торос».

## Клубная карьера
Пиментель — воспитанник клуба «Америка». 24 июля 2011 года в матче против «Керетаро» он дебютировал за команду в мексиканской Примере. В начале 2013 года Эрик на правах аренды перешёл в «Атланте». 20 января в поединке против «Америки» он дебютировал за клуб из Канкуна. В новом клубе Пиментель не смог пробиться в основу и провёл всего три поединка.
Летом 2013 году Эрик вернулся в «Америку». 2 марта 2014 года в матче против «Монтеррей» он забил свой первый гол за родную команду. В том же году Пиментель стал чемпионом Мексики. В апреле 2015 года вместе с «Америкой» он выиграл Лигу чемпионов КОНКАКАФ. В 2016 году Эрик во второй раз подряд стал победителем Лиги чемпионов КОНКАКАФ.
Летом 2017 года Эрик на правах аренды перешёл в «Пуэблу». 29 июля в матче против «Монаркас Морелия» он дебютировал за новую команду.
27 апреля 2021 года Пиментель подписал контракт с клубом Чемпионшипа ЮСЛ «Рио-Гранде Валли Торос» на сезон 2021. За «Торос» он дебютировал 6 мая в матче против «Сан-Диего Лойал».

## Достижения
Командные
 «Америка»
- Чемпион Мексики: апертура 2014
- Победитель Лиги чемпионов КОНКАКАФ: 2014/2015, 2015/2016